# César Pereira de Sousa
César Pereira de Sousa foi um político brasileiro.
Filho de Washington Luís.
Foi deputado à Assembleia Legislativa de Santa Catarina na 11ª legislatura (1922 — 1924), na 12ª legislatura (1925 — 1927), e na 13ª legislatura (1928 — 1930).
Em Joinville, Dr. César foi 1º secretário da Câmara, durante a 8ª Legislatura da Primeira República (1911-1914).